# Ola Solbakken
Ola Selvaag Solbakken (* 7. September 1998 in Oslo) ist ein norwegischer Fußballspieler, der seit Januar 2023 bei der AS Rom in Italien unter Vertrag steht und an den FC Empoli ausgeliehen ist.

## Karriere

### Verein
Ola Solbakken wuchs in Melhus – knapp 20 Kilometer südlich von Trondheim – auf und begann bei Melhus Idrettslag mit dem Fußballspielen, bevor er in die Jugendabteilung von Rosenborg Trondheim wechselte. Dort absolvierte er u. a. vier Partien in der UEFA Youth League und war später auch in dessen Reservemannschaft aktiv. Zur Saison 2018 erhielt Solbakken einen Profivertrag beim Erstligaaufsteiger Ranheim Fotball. Am 8. April 2018 gab er schließlich im Alter von 19 Jahren bei einer 0:4-Niederlage bei Tromsø IL sein Profidebüt in der Eliteserie. Im Ligaalltag kam Ola Solbakken zunächst nur vereinzelt zum Einsatz, ehe er gegen Saisonende in jeder Partie in der Startelf stand und dabei als rechter Außenstürmer eingesetzt wurde. Zum Ende der Saison gelang Ranheim Fotball mit dem siebten Platz der Klassenerhalt. In der Saison 2019 war Solbakken schließlich Stammspieler und stand dabei in 20 von 26 Punktspielen in der Anfangself, wobei er überwiegend als rechter Außenstürmer eingesetzt wurde. Anders als die vorangegangene Saison verlief diese Spielzeit für seinen Verein nicht erfolgreich und als Tabellenletzter musste Ranheim IL wieder in die zweite Liga absteigen.
Zur Saison 2020 wechselte Ola Solbakken daher zu FK Bodø/Glimt, die zuvor norwegischer Vizemeister geworden waren, und unterschrieb dort einen Vertrag mit einer Laufzeit bis 2022. Bei seinem neuen Verein war er zunächst lediglich Einwechselspieler, ehe er sich ab Oktober 2020 einen Stammplatz auf der Position des linken Außenstürmers erkämpfte und zum Saisonende 22 Einsätze in Punktspielen für sich verbuchen konnte, wobei er in elf Partien in der Anfangself stand. Dabei feierte Solbakken mit seinem Verein den Gewinn der norwegischen Meisterschaft. In der Folgesaison gelang ihm der Durchbruch, als er nun auf den Außenbahnen in der Offensive gesetzt war und trug mit sechs Toren zur Titelverteidigung in der Liga bei. In der folgenden Saison kam er dann wegen diverser Verletzungen nur noch in 23 Pflichtspielen zum Einsatz und beendete die Spielzeit als Vizemeister.
Am 1. Januar 2023 gab dann der italienische Erstligist AS Rom die Verpflichtung des Stürmers mit einem Fünfjahresvertrag bekannt. Im September 2023 wechselte Solbakken für die Saison 2023/24 per Leihe nach Griechenland zu Olympiakos Piräus. Nach fünf Ligaspielen wechselte er im Januar 2024 ebenfalls auf Leihbasis zum Japanischen Erstligisten Urawa Red Diamonds. Für den Erstligisten bestritt er fünf Ligaspiele. Nach der Ausleihe kehrte er Ende Juni 2024 nach Rom zurück. Mitte August 2024 wechselte er auf Leihbasis zum ebenfalls in der ersten Liga spielenden FC Empoli.

### Nationalmannschaft
Ola Solbakken absolvierte 2015 drei Partien für die norwegische U-17-Nationalmannschaft. Am 13. November 2021 feierte er dann beim torlosen Unentschieden im WM-Qualifikationsspiel gegen Lettland sein Debüt für die A-Nationalmannschaft Norwegens.

## Erfolge
- Norwegischer Meister: 2020, 2021